# Xã Meacham, Quận Marion, Illinois
Xã Meacham (tiếng Anh: Meacham Township) là một xã thuộc quận Marion, tiểu bang Illinois, Hoa Kỳ. Năm 2010, dân số của xã này là 375 người.